# Сепаратизм в Україні

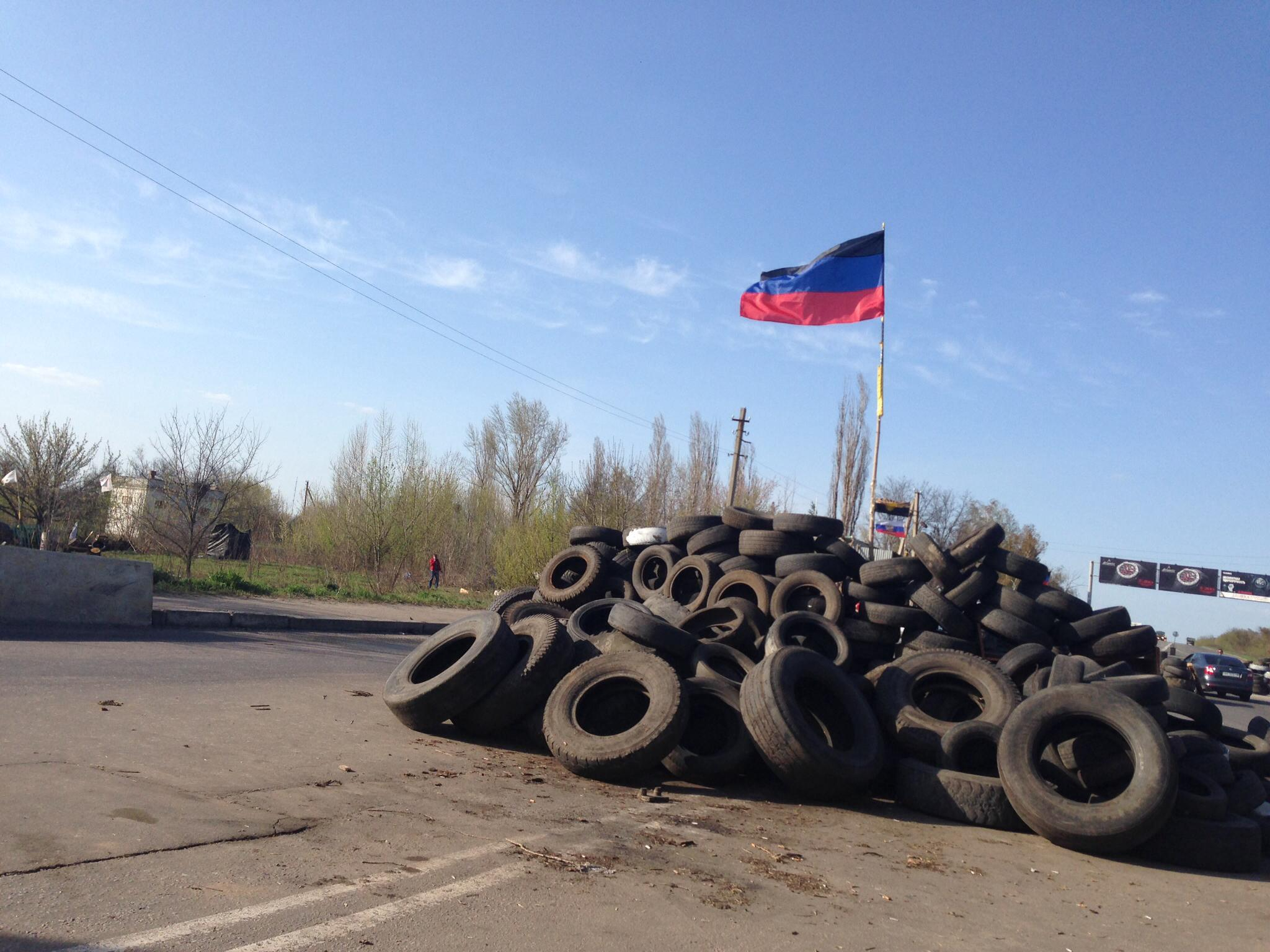
Шинна барикада і прапор «ДНР». Донецька область, Слов'янськ

«Сепарати́зм» в Украї́ні — діяльність, направлена на зміну статусу окремих територій відповідно до законів України та протизаконна діяльність, направлена на сецесію (відділення) від материкової України частини територій та їх мешканців.
Через зовнішні впливи та етнокультурні особливості мешканців окремих регіонів України іредентизм в Україні поширений, здебільшого, на сході України, який перебуває під потужним інформаційним впливом Росії та маскують під сепаратизм. Окремі прояви іредентизму мали місце й у західній Україні, але виявились або вкрай маргінальними, або носили консультативний характер.
За своєю суттю сепаратизм в Україні, направлений на відділення від материкової України частини територій, не є сепаратизмом в енциклопедичному розумінні цього поняття, тобто не є рухом на релігійне або етнічне відособлення шляхом отримання автономії чи створення незалежної держави, а є прихованою формою іноземного іредентизму проти України та українського етносу, направленої на знищення держави, підкорення українців та анексії українських земель.

## Передумови виникнення сепаратизму в Україні

### Дорадянський та радянський період
Виникнення іредентизьких настроїв на сході та півдні України обумовлене імперською політикою Росії в різних формах її існування (Російської імперії, РРФСР, Російської федерації), направленої на підкорення українського етносу. Проявами цієї політики було зросійщення українців, масштабні акти знищення українців (Голодомор, етнічні чистки), виселення українців зі своїх історичних земель (в тому числі на так звані комуністичні будівництва) та заселення вивільнених земель росіянами.
На зросійщення українців була направлена система радянської початкової і середньої освіти, яка сприяла звільненню школярів від вивчення української мови та повному переведенню навчальних закладів на російську мову. Так, наприклад, в пізні радянські часи в місті Миколаєві, обласному центрі півдня України, вся середня освіта здійснювалась російською мовою (в місті існувала одна школа з англійською мовою навчання і жодної — з українською).
На зросійщення українців була направлена також культурна політика СРСР, а пізніше Росії, що сприяла створенню художніх творів (найперше — кіно- та телепродукції), в яких українці змальовувались як недолугі селюки або негідники. Як виняток — період хрущовської відлиги, в який були створені помітні роботи на українську тематику («Максим Перепелиця», «Королева бензоколонки» тощо).

### Період часів незалежної України
На підтримування псевдо-сепаратистських настроїв (насправді — проросійських іредентистських) були направлені технології окремих українських політиків часів незалежної України, які дозволяли в умовах «поділу України по Дніпру» боротися за владу та реалізовувати корупційні схеми пограбування держави. При цьому низький рівень життя українців на сході пояснювали тим, що «Схід годує Захід; Донбас порожняк не гонить», а на заході — тим, що «Схід заробляє для держави валюту, тому його треба підтримувати дотаціями». При цьому дотації, які направлялись на схід, розкрадались.
Одним з проявів застосування технологій «поділу України по Дніпру» став Референдум на Донеччині та Луганщині 1994 року, який засвідчив прихильність населення Донбасу до федерального устрою України. Результати цього референдуму (насправді — опитування) не мали жодних юридичних наслідків і так і не були імплементовані навіть в часи, коли Партія регіонів, яка мала повну електоральну підтримку на сході України, буда провладною, а її лідер, Віктор Янукович, перебував на посадах Прем'єр-міністра та Президента України. Таким чином, відсутність імплементації результатів цього референдуму свідчить, що сепаратистські настрої підігрівались штучно і не були обумовлені економічними або соціокультурними чинниками.
На підігрівання псевдо-сепаратистських настроїв на сході були направлені також різноманітні фестивалі, військово-патріотичні ігри та історичні реконструкції, фотовиставки; місцеві телерадіокомпанії знімали фільми і телепередачі, присвячені військовій тематиці, організовували круглі столи та конференції. Документи про отримання грошей, знайдені в центральному офісі правлячої проросійської Партії регіонів свідчать, що одним із центральних елементів піар-кампанії проросійського Януковича була обрана тема фашизму-антифашизму.
Зубожіння населення, що стало наслідком приходу криміналітету до влади та утворення клептократичної держави, призвело до виникнення в окремих соціальних прошарках ностальгії за СРСР, прагнення до сильної турботливої держави, «господарської руки». Ці прагнення підігрівались політиками та політтехнологами закликами до боротьби з «фашизмом», «діди воювали» тощо, які створювали на сході ілюзію того, що причиною зубожіння населення є економічна відсталість та «фашизм західняків».

## Псевдоідеологія сепаратизму в Україні
Ідеологи проросійських іредентистів в Україні будують свою ідеологію на аналогіях з сепаратизмом в інших країнах, приховуючи той факт, що сепаратизм в інших країнах ґрунтується на істотних етнічних відмінностях груп, що сповідують сепаратизм та боротьбу за утворення справжніх незалежних територіальних утворень, а не маріонеткових чи приєднання до інших держав. Так, наприклад, курди в Туреччині або баски в Іспанії є самостійними етнічними групами із власною культурою, які виступають не за приєднання до іншої держави, а за створення власних незалежних держав. На відміну від цих етнічних груп мешканці українського сходу та півдня в своїй більшості є українцями, які зазнали зросійщення, і жодним чином не можуть претендувати на етнічну самостійність. Так, наприклад, культурологам невідомі національні пісні Донбасу, донбаська мова, культурні традиції тощо.
Ще одним чинником сепаратизму в Україні є мовне питання, яке пропагується ідеологами сепаратизму в Україні. Соціальні опитування з цього приводу вказують, що це питання є штучним, оскільки жодні соціологічні дослідження цього не підтверджують. Так, наприклад, здебільшого російськомовні мешканці сходу та півдня України мають можливості вільно використовувати російську мову практично у всіх сферах життя і мають необмежений доступ до російськомовних інформаційних ресурсів.
Єдине, на чому тримається «ідеологія» східноукраїнських сепаратистів — щедрі фінансові вливання з Росії та сентенції про «особливий шлях Донбасу», який, як видно з попередньої історії цього регіону, полягає в отриманні щедрих дотаційних відрахувань від інших регіонів України та розкраданні цих грошей.
Окрім фінансових вливань псевдо-сепаратистських рухів на сході України сепаратизм підігрівається прямим силовим втручанням у внутрішнє життя східних та південних регіонів, тобто так званий «південносхідний сепаратизм» є звичайною ширмою, яка приховує пряму збройну агресію проти України з боку проімперської Росії. Факти такого втручання загальновідомі і задокументовані, наприклад:
|  | СБУ оприлюднила перехоплення телефонних переговорів Гіркина з якимсь Олександром (співрозмовник лідера бойовиків був обчислений за номером, оскільки раніше був засвічений в кримських подіях). Темою розмови було обговорення політичних вимог Гіркіна. При цьому Олександр Бородай диктував Гіркіну не тільки форму, в якій повинні виражатися вимоги, але і їх суть. Про те, що Бородай і далі редагував відозви Гіркіна (а, можливо, і визначав їх зміст), свідчить і перехоплення листування останнього. |

Також визначено, що куратором Бородая та Гіркіна є Константин Малофєєв. З відкритих джерел відомо, що Малофєєв є головним керуючим фінансовими потоками помічника президента Путіна з інформаційної політики Ігоря Щеголева, який забезпечує офіційний контроль від імені держави над «Ростелекомом».

## Прояви сепаратизму в сучасній Україні

### Підтримка сепаратизму представниками державної влади
Ідейними очільниками сепаратистського руху в Україні в різний час виступали переважно проросійські політики, які всіляко підтримували та пропагували ідеї поділу України за мовною ознакою. Вперше широкого поширення ці ідеї набули під час Помаранчевої революції 2004 року. Так само ці ідеї почали пропагуватись під час Революції гідності 2013—2014 років. З 2014 року носії цих ідей непрямо або відкрито підтримали російську збройну агресію проти України, приєднавшись до російських та проросійських терористичних угрупувань.
Історичним фоном сепаратизму зразка 2014 року є маріонеткові бандформування, що надалі сформували Донецьку народну республіку, чиєю атрибутикою (прапорами) вони прикриваються. Прикриваючись прапором та лозунгами українських псевдо-сепаратистів російські розвідувально-диверсійні частини здійснили вторгнення в Україну та захоплення державних установ.
Діяльності російських розвідувально-диверсійних частин сприяла розгубленість місцевих еліт, яка настала після втечі Януковича та втрати влади Партією регіонів. Так, перша офіційна заява від одного з кураторів Партії регіонів, Олександра Єфремова була спробою врятувати стан, відмежувавши політичне оточення Партії регіонів від Віктора Януковича.
| Ми, фракція Партії Регіонів у Верховній Раді України і наші однопартійці, рішуче засуджуємо злочинні накази, що призвели до людських жертв, до порожньої скарбниці, величезних боргів, ганьби в очах українського народу і всього світу, в результаті чого наша країна опинилася на краю прірви, загрози розколу і втрати національного суверенітету. (Заява голови фракції Партії регіонів у Верховній Раді України Олександра Єфрємова від 23 лютого 2014 року)[2]. |
Зважаючи на неналежну реакцію на прояви сепаратизму з боку правоохоронних органів, які після Революції гідності виявились частково дезорганізованими, окремі політики, в тому числі Михайло Добкін та Кернес, очільники міліції Одеси, спробувати активізувати сепаратистські настрої в підконтрольних регіонах. Для цього був проголошений так званий «Український фронт», який мав вести визвольну боротьбу-війну проти «бандерівців». Не отримавши значної підтримки на місцях та силової підтримки з Росії ці політики були змушені приховати свої сепаратистські ідеї, окремі з них втекли з України, інші були відсторонені від політики або навпаки — залучені офіційним Києвом до процесів стабілізації ситуації у регіоні. Так, після викликів Добкіна та Кернеса до Генеральної прокуратури, ідея «Українського фронту» невдовзі себе вичерпала.
Ще одним представником сепаратистів є Олег Царьов, колишній депутат Верховної ради України виразно проросійських настроїв. Під час Помаранчевої революції 2004 року на відміну від своїх однопартійців з Партії регіонів, які достатньо надовго покинули країну, Царьов взяв курс на очолення сепаратистського руху, хоча офіційним очільником руху і не вважається.

### Підтримка сепаратизму церквою
19 травня 2014 ТСН оприлюднив ролик-розслідування про спецоперацію, що пов'язує Стрелкова-Гіркіна у складі ескорту «дарів волхвів» (січень 2014) та участь УПЦ МП та розгортання диверсійного елемента.
Окремі факти поширення літератури сепаратистського змісту були виявлені в Почаївській лаврі (Московський патріархат).

### Сепаратизм за регіонами

#### Сепаратизм на півдні України

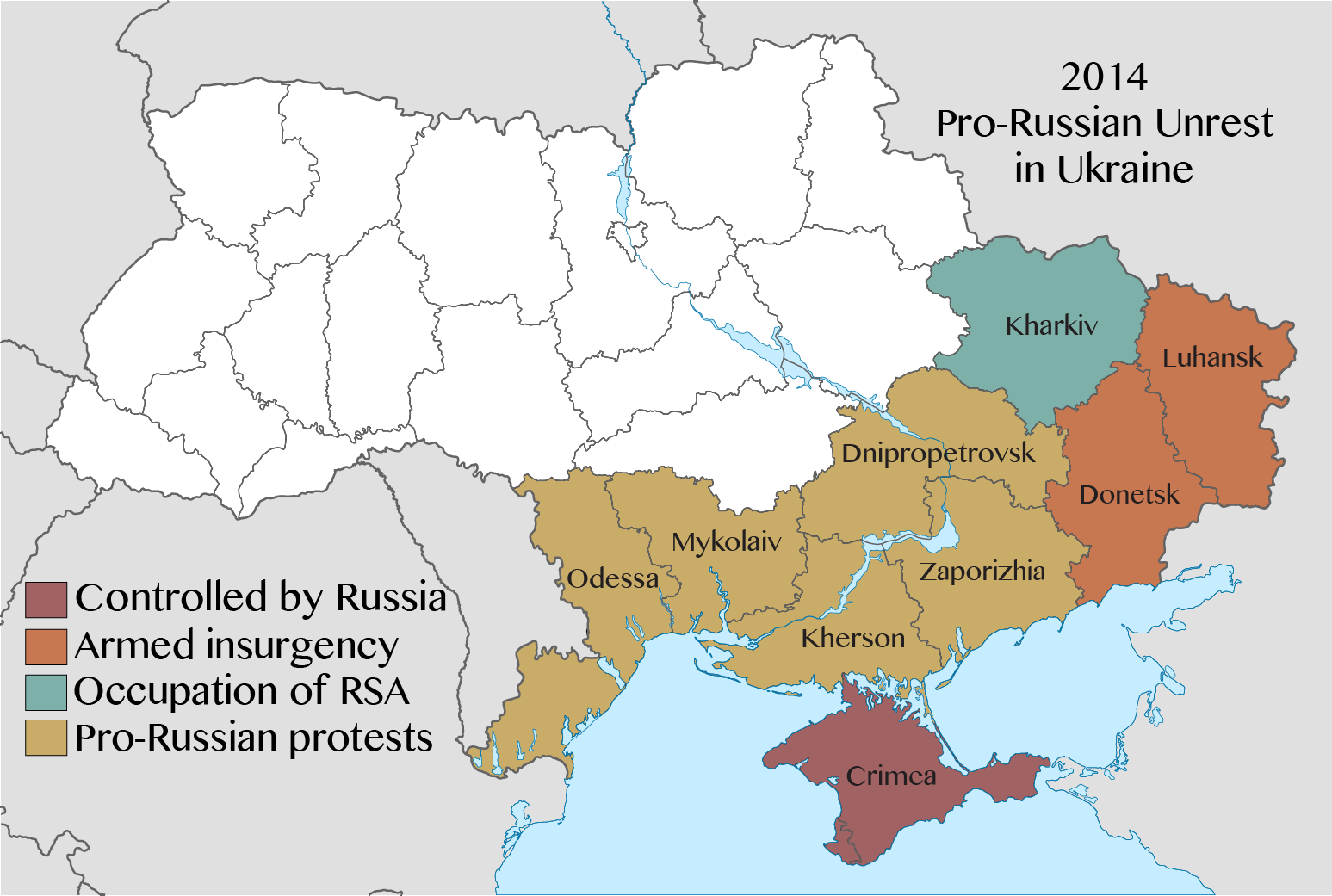
Мапа проросійських акцій в Україні (березень-квітень 2014)
----
Проросійські пропагандистські мітинги Захоплення державних установ проросійськими незаконними збройними формуваннями Тимчасове захоплення обласної державної адміністрації Окуповано Росією

З початку 90‑х років у розвитку політичних процесів в Автономній Республіці Крим почали зростати негативні тенденції. У 1992—1994 рр. реально постало питання про вихід Криму із складу України та, а отже — про подальше існування цілісної незалежної держави. Загострювалася внутрішньополітична ситуація, накопичувалися проблеми облаштування кримських татар. На розвиток політичних процесів автономії негативно впливали зовнішні фактори, зокрема, російський. У 1995—1998 рр. деякі негативні тенденції вдалося подолати: визначений статус Криму як автономії у складі України, зменшився вплив сепаратистських сил.
У середині 90‑х різноаспектна тематика кримського політичного дискурсу, як правило, традиційно актуалізувалася в періоди розгортання конфліктів та криз, рушієм яких слугували питання унормування взаємин між центром та автономією, боротьба за розподіл сфер політичного та економічного впливу й зокрема боротьба за вплив на загальну ситуацію в АР Крим криміногенних угруповань.
Період новітньої кримської історії, відлік якого ведеться від часів набуття Україною незалежності та відновлення в Криму статусу автономії на початку 90‑х років, був позначений гострими проявами кримського сепаратизму. Своєю чергою, вплив офіційного Києва на процеси в автономії був вельми слабким. Недивно, що наступний етап конституювання взаємин, що хронологічно збігається з періодом діяльності Верховної Ради Криму, обраної 1994 року, охарактеризувався чіткими проявами конфронтації між центром і автономією та беззастережними виявами сепаратизму з боку владних кримських еліт.
Упродовж 1995—1998 років тривав процес законодавчого узгодження статусу автономії в складі України. Тодішня стратегічна спрямованість кримських еліт на здобуття самостійності Криму зумовлювала й основні лейтмотиви діяльності ВР РК на початковому етапі. Цьому сприяли й зовнішні впливи з боку РФ стосовно статусу Криму.

#### Сепаратизм на сході України
Інспіровані «успіхом відділення», «самовизначення» і «приєднання Криму» до Росії, сепаратисти сходу України сформували повістку на «референдум» 11 травня 2014 щодо державного суверенітету, відповідно, Донецької та Луганської «народних республік». Референдум проводився всупереч Конституції України і, відтак, не міг вважатися легітимним. Згідно результатів цього «референдуму» в Донецькій області 89,07 % виборців підтвердили так званий «Акт про державний суверенітет Донецької республіки», явка виборців склала 74,87 %, в Луганській області 96,2 % виборців підтвердили «Акт про державний суверенітет Луганської республіки», явка виборців склала 75 %.
В той же час значна кількість аналітиків, а також чинний голова ОДА Донецької області Сергій Тарута заявили, що результати референдуму були сфальсифіковані і не відображають реальної думки населення Донбасу Існують також свідчення про те, що більшість голосувальників — літні люди. Зокрема, ж свідчення про те, що голосували за сусідів і «мертвих душ», в Донецьку замість виборчих дільниць використовували «пересувні урни». Паралельно з «сепаратистським» здійснювалися спроби провести й інші референдуми — зокрема за приєднання до Дніпропетровської області, щодо підтримки територіальної цілісності України, і, нарешті, за приєднатися до Великої Британії (на підставі того, що Донецьк був заснований британським бізнесменом Джоном Юзом і спочатку називався Юзівка).

#### Сепаратизм у Закарпатті
У Закарпатті діє проросійська організація Сойм підкарпатських русинів, яка виступає за автономію Закарпаття. За даними перепису населення 0.8 % населення Закарпатської області назвали себе русинами. «Русини» пропагують русинську мову, автономію Закарпаття та іноді навіть його незалежність. У 2008 році голова Сойму Дмитро Сидор проголосив незалежність Підкарпатської Русі.

## Протидія сепаратизму з боку держави

### Протидія сепаратизму на законодавчому рівні
Для застереження проявів сепаратизму Кримінальне право України в різних формах її існування (УСРР, УРСР, Україна) прямо або непрямо визначало сепаратизм як кримінальний злочин проти держави. Так, Кримінальний кодекс УРСР містив положення, що визначали кримінальну відповідальність за «умисні дії, вчинені з метою зміни території або державного кордону України на порушення порядку, встановленого Конституцією України, а так само публічні заклики чи розповсюдження матеріалів із закликами до вчинення таких дій» та ув'язнення терміном від 5 до 15 років відповідно до обставин.
2014 унаслідок загроз, посталих з анексією Криму, було посилено карну відповідальність за заклики до сепаратизму — до довічного ув'язнення включно.

### Протидія сепаратизму на рівні органів виконавчої влади
22 березня 2015 року Служба безпеки України створила сервіс, через який на засадах довіри і співпраці громадяни України можуть повідомити в СБУ про будь-які факти прибуття та перебування в регіоні підозрілих осіб, наміри здійснення сепаратистської, терористичної, диверсійної чи розвідувально-підривної діяльності.